# Touget
Touget (Tojet en gascon) est une commune française située dans l'est du département du Gers en région Occitanie. Sur le plan historique et culturel, la commune est dans le Fézensaguet, un petit pays gascon, ancienne vicomté se situant entre l'Armagnac et la Lomagne.
Exposée à un climat océanique altéré, elle est drainée par la Gimone, la Marcaoue et par divers autres petits cours d'eau. La commune possède un patrimoine naturel remarquable composé de deux zones naturelles d'intérêt écologique, faunistique et floristique.
Touget est une commune rurale qui compte 501 habitants en 2022.  Elle fait partie de l'aire d'attraction de Toulouse. Ses habitants sont appelés les Tougétois ou  Tougétoises.

## Géographie

### Localisation
Touget est une commune de l'aire d'attraction de Toulouse située en Gascogne à 5 km au sud-est de Mauvezin et 35 km à l'est d'Auch au confluent de la Gimone et de la Marcaoue.

### Communes limitrophes
Touget est limitrophe de six autres communes.
Les communes limitrophes sont Escornebœuf, Mauvezin, Saint-Germier, Sainte-Marie, Saint-Orens et Sirac.
| Mauvezin     | Saint-Orens | Sirac         |
| Sainte-Marie | Touget      |               |
|              | Escornebœuf | Saint-Germier |

### Géologie et relief
La superficie de la commune est de 1 772 hectares ; son altitude varie de 120  à   215 mètres.
Touget se situe en zone de sismicité 1 (sismicité très faible).

### Hydrographie

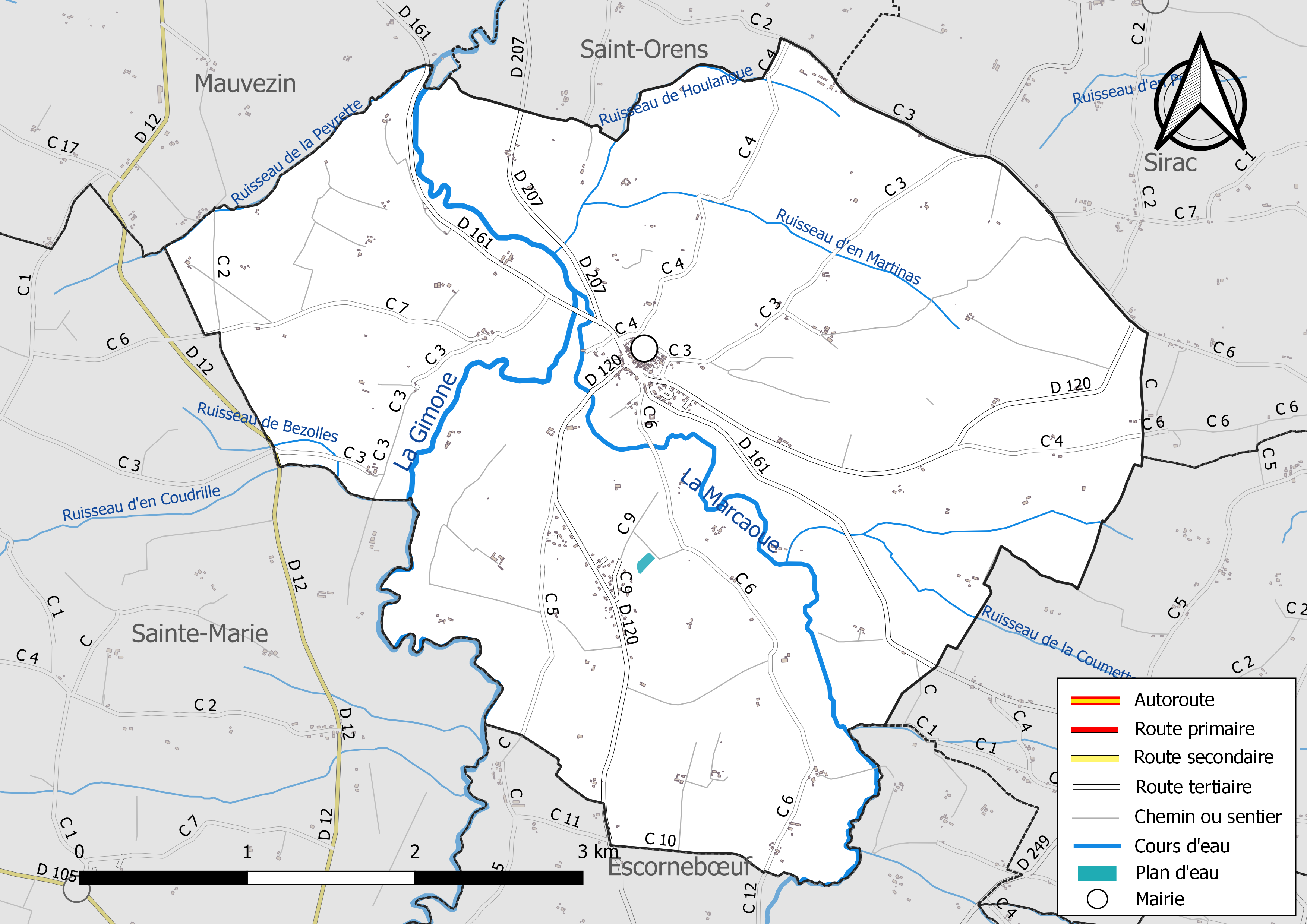
Réseaux hydrographique et routier de Touget.

La commune est dans le bassin de la Garonne, au sein du bassin hydrographique Adour-Garonne. Elle est drainée par la Gimone, la Marcaoue, un bras de la Gimone, le ruisseau de Bezolles, le ruisseau de Houlangue, le ruisseau de la Coumette, le ruisseau de la Peyrette, le ruisseau d'en Carrignan, le ruisseau d'en Coudrille, le ruisseau d'en Martinas et par deux petits cours d'eau, qui constituent un réseau hydrographique de 19 km de longueur totale,.
La Gimone, d'une longueur totale de 135,7 km, prend sa source dans la commune de Saint-Loup-en-Comminges et s'écoule du sud-ouest vers le nord-est. Elle traverse la commune et se jette dans la Garonne à Castelferrus, après avoir traversé 54 communes.
La Marcaoue, d'une longueur totale de 36,4 km, prend sa source dans la commune de Simorre et s'écoule du sud-ouest vers le nord-est. Elle traverse la commune et se jette dans la Gimone à Touget, après avoir traversé 15 communes.

### Climat
Pour des articles plus généraux, voir Climat de l'Occitanie et Climat du Gers.
En 2010, le climat de la commune est de type climat du Bassin du Sud-Ouest, selon une étude s'appuyant sur une série de données couvrant la période 1971-2000. En 2020, Météo-France publie une typologie des climats de la France métropolitaine dans laquelle la commune est exposée à un climat océanique altéré et est dans la région climatique Aquitaine, Gascogne, caractérisée par une pluviométrie abondante au printemps, modérée en automne, un faible ensoleillement au printemps, un été chaud (19,5 °C), des vents faibles, des brouillards fréquents en automne et en hiver et des orages fréquents en été (15 à 20 jours).
Pour la période 1971-2000, la température annuelle moyenne est de 13 °C, avec une amplitude thermique annuelle de 15,8 °C. Le cumul annuel moyen de précipitations est de 730 mm, avec 9,7 jours de précipitations en janvier et 5,8 jours en juillet. Pour la période 1991-2020, la température moyenne annuelle observée sur la station météorologique la plus proche, située sur la commune de Sainte-Anne à 7 km à vol d'oiseau, est de 13,6 °C et le cumul annuel moyen de précipitations est de 676,2 mm,. Pour l'avenir, les paramètres climatiques de la commune estimés pour 2050 selon différents scénarios d'émission de gaz à effet de serre sont consultables sur un site dédié publié par Météo-France en novembre 2022.

### Milieux naturels et biodiversité
L’inventaire des zones naturelles d'intérêt écologique, faunistique et floristique (ZNIEFF) a pour objectif de réaliser une couverture des zones les plus intéressantes sur le plan écologique, essentiellement dans la perspective d’améliorer la connaissance du patrimoine naturel national et de fournir aux différents décideurs un outil d’aide à la prise en compte de l’environnement dans l’aménagement du territoire.
Une ZNIEFF de type 1 est recensée sur la commune :
les « prairies humides de la Gimone à Touget » (180 ha), couvrant 4 communes du département et une ZNIEFF de type 2, : 
le « cours de la Gimone et de la Marcaoue » (3 085 ha), couvrant 60 communes dont cinq dans la Haute-Garonne, 37 dans le Gers, une dans les Hautes-Pyrénées et 17 dans le Tarn-et-Garonne.

Carte des ZNIEFF de type 1 et 2 à Touget.
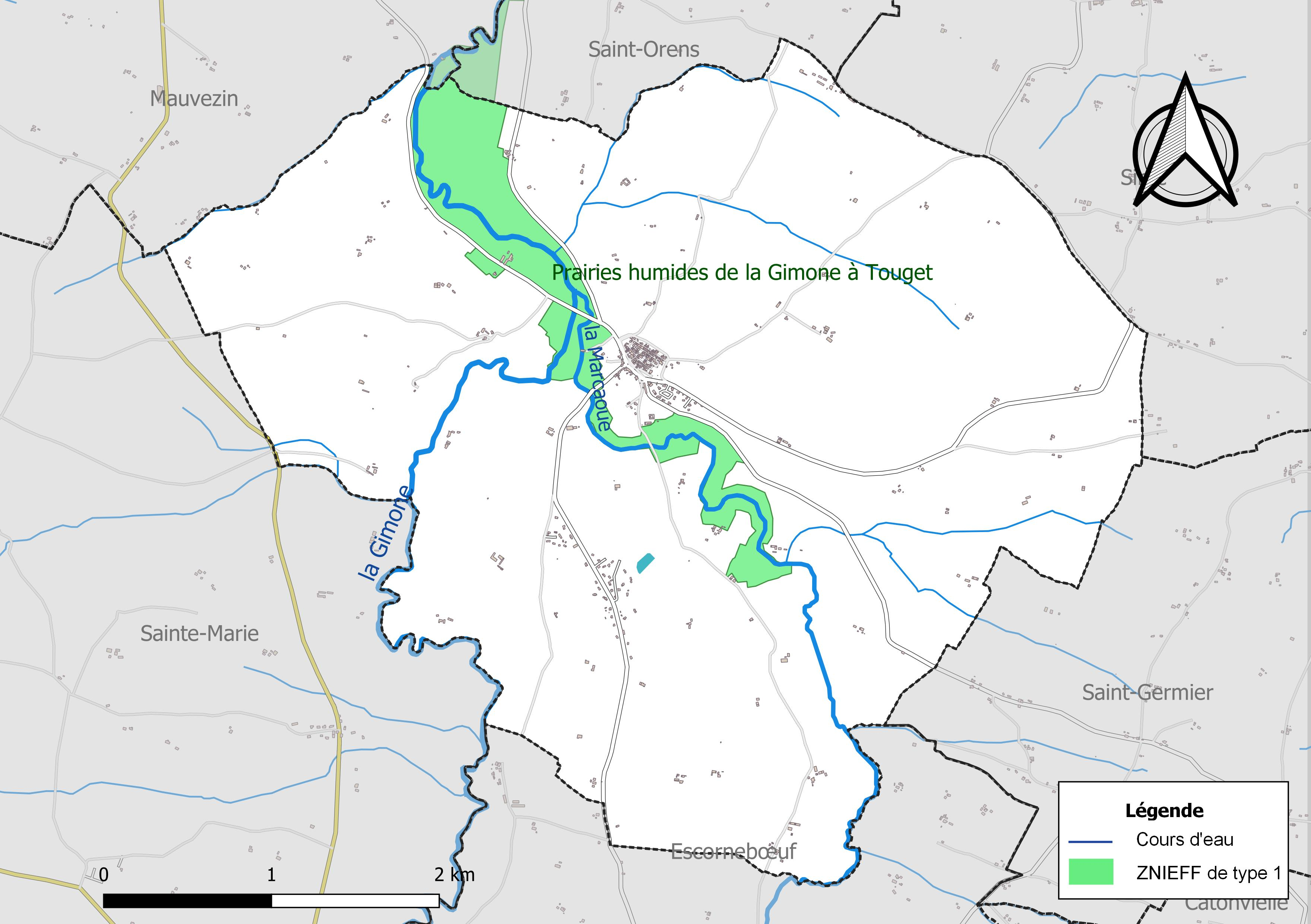
Carte de la ZNIEFF de type 1 sur la commune.
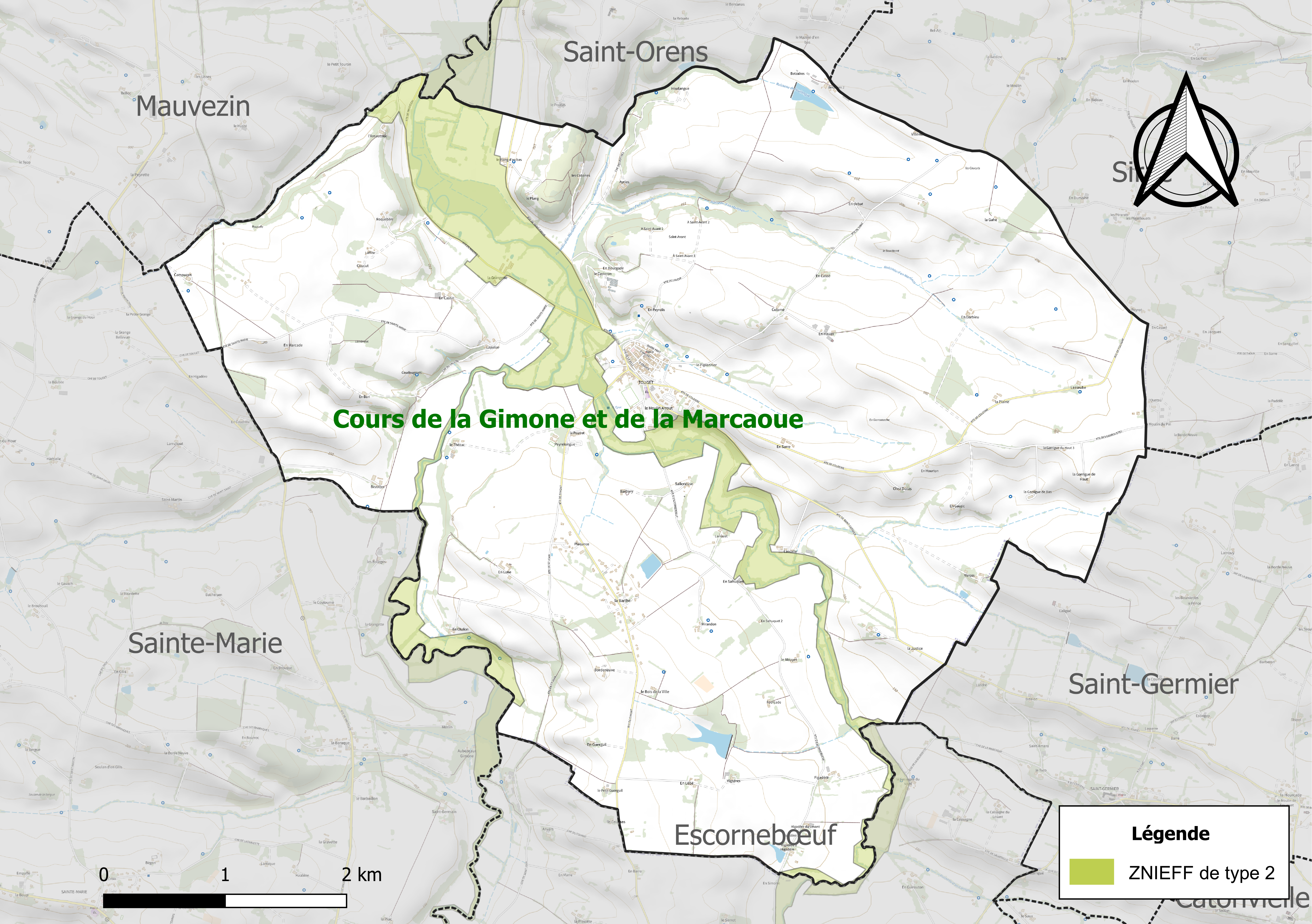
Carte de la ZNIEFF de type 2 sur la commune.

## Urbanisme

### Typologie
Au 1er janvier 2024, Touget est catégorisée commune rurale à habitat dispersé, selon la nouvelle grille communale de densité à sept niveaux définie par l'Insee en 2022.
Elle est située hors unité urbaine. Par ailleurs la commune fait partie de l'aire d'attraction de Toulouse, dont elle est une commune de la couronne,. Cette aire, qui regroupe 527 communes, est catégorisée dans les aires de 700 000 habitants ou plus (hors Paris),.

### Occupation des sols
L'occupation des sols de la commune, telle qu'elle ressort de la base de données européenne d’occupation biophysique des sols Corine Land Cover (CLC), est marquée par l'importance des territoires agricoles (100 % en 2018), une proportion identique à celle de 1990 (100 %). La répartition détaillée en 2018 est la suivante : 
terres arables (81 %), zones agricoles hétérogènes (17,3 %), prairies (1,7 %). L'évolution de l’occupation des sols de la commune et de ses infrastructures peut être observée sur les différentes représentations cartographiques du territoire : la carte de Cassini (XVIIIe siècle), la carte d'état-major (1820-1866) et les cartes ou photos aériennes de l'IGN pour la période actuelle (1950 à aujourd'hui).

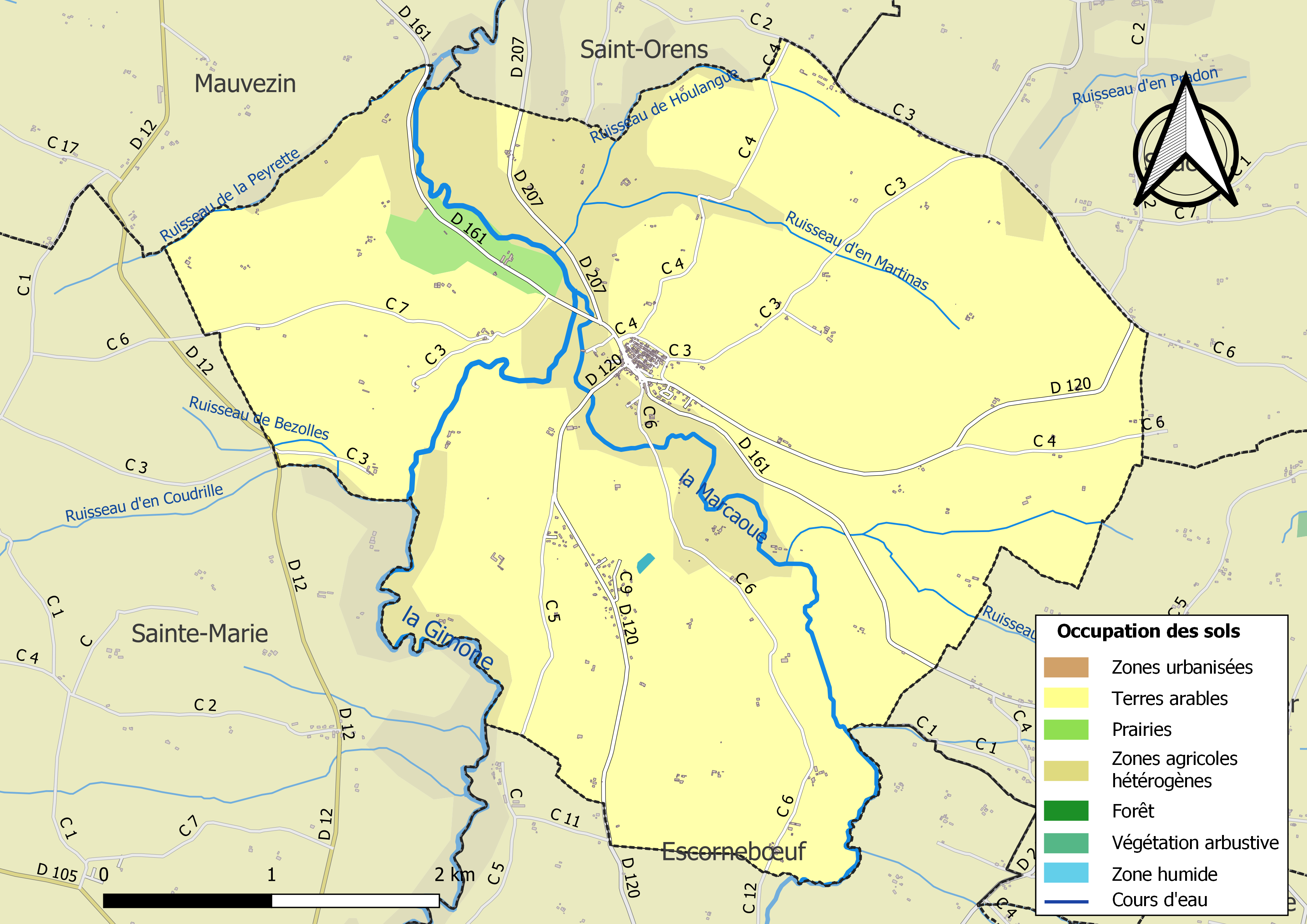
Carte des infrastructures et de l'occupation des sols de la commune en 2018 (CLC).

### Voies de communication et transports
Accès avec les routes départementales D 120, D 161 et D 207.

### Risques majeurs
Le territoire de la commune de Touget est vulnérable à différents aléas naturels : météorologiques (tempête, orage, neige, grand froid, canicule ou sécheresse), inondations et séisme (sismicité très faible). Il est également exposé à un risque technologique, la rupture d'un barrage. Un site publié par le BRGM permet d'évaluer simplement et rapidement les risques d'un bien localisé soit par son adresse soit par le numéro de sa parcelle.

#### Risques naturels
Certaines parties du territoire communal sont susceptibles d’être affectées par le risque d’inondation par débordement de cours d'eau, notamment la Gimone et la Marcaoue. La cartographie des zones inondables en ex-Midi-Pyrénées réalisée dans le cadre du XIe Contrat de plan État-région, visant à informer les citoyens et les décideurs sur le risque d’inondation, est accessible sur le site de la DREAL Occitanie. La commune a été reconnue en état de catastrophe naturelle au titre des dommages causés par les inondations et coulées de boue survenues en 1988, 1999, 2000, 2009 et 2018,.

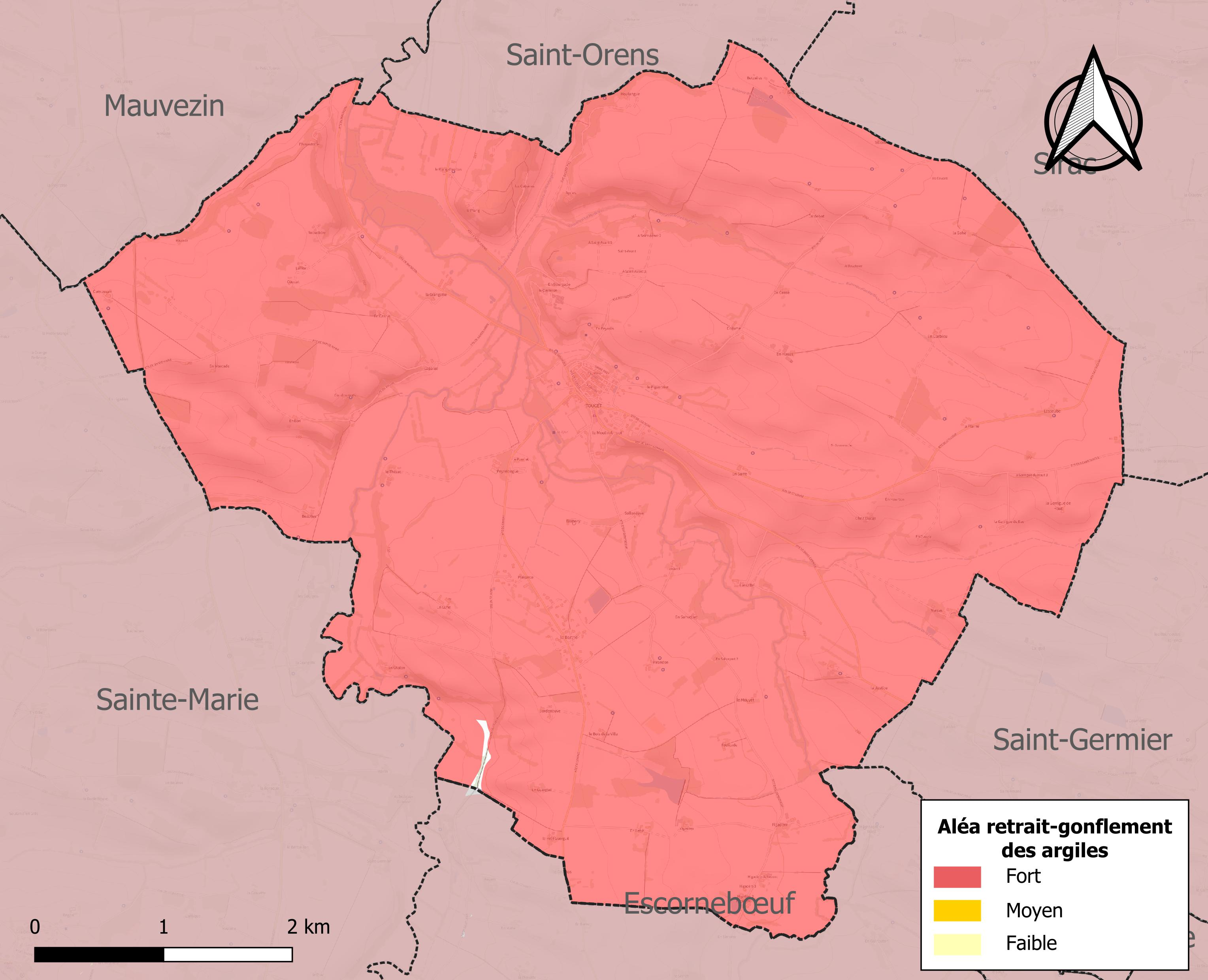
Carte des zones d'aléa retrait-gonflement des sols argileux de Touget.

Le retrait-gonflement des sols argileux est susceptible d'engendrer des dommages importants aux bâtiments en cas d’alternance de périodes de sécheresse et de pluie. 99,9 % de la superficie communale est en aléa moyen ou fort (94,5 % au niveau départemental et 48,5 % au niveau national). Sur les 256 bâtiments dénombrés sur la commune en 2019, 256 sont en aléa moyen ou fort, soit 100 %, à comparer aux 93 % au niveau départemental et 54 % au niveau national. Une cartographie de l'exposition du territoire national au retrait gonflement des sols argileux est disponible sur le site du BRGM,.
Par ailleurs, afin de mieux appréhender le risque d’affaissement de terrain, l'inventaire national des cavités souterraines permet de localiser celles situées sur la commune.
Concernant les mouvements de terrains, la commune a été reconnue en état de catastrophe naturelle au titre des dommages causés par la sécheresse en 1989, 1996, 2003 et 2016 et par des mouvements de terrain en 1999.

#### Risques technologiques
La commune est en outre située en aval du barrage de la Gimone, un ouvrage de classe A disposant d'une retenue de 25 millions de mètres cubes. La fiche réflexe du PPI définit le temps d'arrivée de l'onde et la zone d'accueil selon la position des habitants concernés par rapport à la Gimone (rive droite ou gauche),,. À ce titre elle est susceptible d’être touchée par l’onde de submersion consécutive à la rupture de cet ouvrage,

## Histoire

### Héraldique
| Blason | Blasonnement : D'or à la foi d'azur. |

## Politique et administration

### Administration municipale
Le nombre d'habitants au recensement de 2011 étant compris entre 500 et 1 499 habitants, le nombre de membres du conseil municipal pour l'élection de 2014 est de quinze,.

### Rattachements administratifs et électoraux
Commune faisant partie de l'arrondissement de Condom de la communauté de communes des bastides de Lomagne et du canton de Gimone-Arrats (avant le redécoupage départemental de 2014, Touget faisait partie de l'ex-canton de Cologne).

### Liste des maires
| Période                                  | Période      | Identité         | Étiquette | Qualité                                                                |
| ---------------------------------------- | ------------ | ---------------- | --------- | ---------------------------------------------------------------------- |
| maire en 1880                            | ?            | Victor Campardon |           | Suppléant du juge de paix du Canton de Cologne                         |
|                                          |              |                  |           |                                                                        |
| mars 2001                                | janvier 2022 | Philippe Dupouy  | PS        | Agent technique Président du conseil départemental du Gers depuis 2022 |
| février 2022                             | En cours     | Claire Dulong    |           |                                                                        |
| Les données manquantes sont à compléter. |              |                  |           |                                                                        |

## Population et société

### Démographie
L'évolution du nombre d'habitants est connue à travers les recensements de la population effectués dans la commune depuis 1793. Pour les communes de moins de 10 000 habitants, une enquête de recensement portant sur toute la population est réalisée tous les cinq ans, les populations de référence des années intermédiaires étant quant à elles estimées par interpolation ou extrapolation. Pour la commune, le premier recensement exhaustif entrant dans le cadre du nouveau dispositif a été réalisé en 2008.

En 2022, la commune comptait 501 habitants, en évolution de −2,72 % par rapport à 2016 (Gers : +1,04 %, France hors Mayotte : +2,11 %).
| 1793 | 1800 | 1806 | 1821 | 1831 | 1841 | 1846 | 1851 | 1856 |
| ---- | ---- | ---- | ---- | ---- | ---- | ---- | ---- | ---- |
| 753  | 817  | 799  | 773  | 955  | 848  | 870  | 839  | 846  |

| 1861 | 1866 | 1872 | 1876 | 1881 | 1886 | 1891 | 1896 | 1901 |
| ---- | ---- | ---- | ---- | ---- | ---- | ---- | ---- | ---- |
| 858  | 844  | 800  | 801  | 783  | 747  | 771  | 742  | 643  |

| 1906 | 1911 | 1921 | 1926 | 1931 | 1936 | 1946 | 1954 | 1962 |
| ---- | ---- | ---- | ---- | ---- | ---- | ---- | ---- | ---- |
| 588  | 587  | 541  | 561  | 508  | 540  | 499  | 441  | 433  |

| 1968 | 1975 | 1982 | 1990 | 1999 | 2006 | 2008 | 2013 | 2018 |
| ---- | ---- | ---- | ---- | ---- | ---- | ---- | ---- | ---- |
| 389  | 349  | 321  | 312  | 320  | 458  | 497  | 518  | 509  |

| 2022 | - | - | - | - | - | - | - | - |
| ---- | - | - | - | - | - | - | - | - |
| 501  | - | - | - | - | - | - | - | - |

| selon la population municipale des années : | 1968 | 1975 | 1982 | 1990 | 1999 | 2006 | 2009 | 2013 |
| Rang de la commune dans le département      | 116  | 83   | 118  | 91   | 86   | 69   | 66   | 66   |
| Nombre de communes du département           | 466  | 462  | 462  | 462  | 463  | 463  | 463  | 463  |

### Enseignement
Touget fait partie de l'académie de Toulouse.
La commune fait partie d'un regroupement pédagogique (RPI) avec l'école d'Escornebœuf. L'école élémentaire publique sur la commune et 2 classes de la petite section au CP à l'école d'Escorneboeuf.

### Culture et festivités
Fête locale début juin,

#### Associations
- Arc en Ciel tougétois, grandir avec le sourire de Kévan, Horizons, Entr’Actes, Form’n Danses, La JST, La Nouvelle Génération tougétoise, La Pétanque Tougétoise, La Saint-Hubert Tougétoise, Le Cavalier de Touget, Les Comptoirs de la Musique, Ganapataye (yoga)

### Activités sportives
Chasse, pétanque, yoga

### Écologie et recyclage
La collecte et le traitement des déchets des ménages et des déchets assimilés ainsi que la protection et la mise en valeur de l'environnement se font dans le cadre du SICTOM (Syndicat intercommunal de collecte et de traitement des ordures ménagères).

## Économie

### Revenus
En 2018  (données Insee publiées en septembre 2021), la commune compte 204 ménages fiscaux, regroupant 508 personnes. La médiane du revenu disponible par unité de consommation est de 22 980 € (20 820 € dans le département).

### Emploi
|                | 2008  | 2013  | 2018  |
| -------------- | ----- | ----- | ----- |
| Commune        | 4,4 % | 6,4 % | 5,3 % |
| Département    | 6,1 % | 7,5 % | 8,2 % |
| France entière | 8,3 % | 10 %  | 10 %  |

En 2018, la population âgée de 15 à 64 ans s'élève à 319 personnes, parmi lesquelles on compte 78,1 % d'actifs (72,7 % ayant un emploi et 5,3 % de chômeurs) et 21,9 % d'inactifs,. Depuis 2008, le taux de chômage communal (au sens du recensement) des 15-64 ans est inférieur à celui de la France et du département.
La commune fait partie de la couronne de l'aire d'attraction de Toulouse, du fait qu'au moins 15 % des actifs travaillent dans le pôle,. Elle compte 67 emplois en 2018, contre 57 en 2013 et 61 en 2008. Le nombre d'actifs ayant un emploi résidant dans la commune est de 235, soit un indicateur de concentration d'emploi de 28,4 % et un taux d'activité parmi les 15 ans ou plus de 61,2 %.
Sur ces 235 actifs de 15 ans ou plus ayant un emploi, 40 travaillent dans la commune, soit 17 % des habitants. Pour se rendre au travail, 88,9 % des habitants utilisent un véhicule personnel ou de fonction à quatre roues, 1,7 % les transports en commun, 4,7 % s'y rendent en deux-roues, à vélo ou à pied et 4,7 % n'ont pas besoin de transport (travail au domicile).

### Activités hors agriculture

#### Secteurs d'activités
27 établissements sont implantés  à Touget au 31 décembre 2019.
Le secteur du commerce de gros et de détail, des transports, de l'hébergement et de la restauration est prépondérant sur la commune puisqu'il représente 33,3 % du nombre total d'établissements de la commune (9 sur les 27 entreprises implantées  à Touget), contre 27,7 % au niveau départemental.

#### Entreprises et commerces
Les trois entreprises ayant leur siège social sur le territoire communal qui génèrent le plus de chiffre d'affaires en 2020 sont : 
- SARL Candelon, commerce de gros (commerce interentreprises) de volailles et gibier (5 433 k€)
- Holding Candelon, activités des sociétés holding (141 k€)
- EURL Daroles Pierre, production d'électricité (80 k€)

### Agriculture
La commune est dans les « Coteaux du Gers », une petite région agricole occupant l'est du département du Gers. En 2020, l'orientation technico-économique de l'agriculture  sur la commune est la culture de céréales et/ou d'oléoprotéagineuses.
|               | 1988  | 2000  | 2010  | 2020  |
| ------------- | ----- | ----- | ----- | ----- |
| Exploitations | 36    | 19    | 13    | 16    |
| SAU (ha)      | 1 312 | 1 062 | 1 112 | 1 405 |

Le nombre d'exploitations agricoles en activité et ayant leur siège dans la commune est passé de 36 lors du recensement agricole de 1988  à 19 en 2000 puis à 13 en 2010 et enfin à 16 en 2020, soit une baisse de 56 % en 32 ans. Le même mouvement est observé à l'échelle du département qui a perdu pendant cette période 51 % de ses exploitations,. La surface agricole utilisée sur la commune a quant à elle augmenté, passant de 1 312 ha en 1988 à 1 405 ha en 2020. Parallèlement la surface agricole utilisée moyenne par exploitation a augmenté, passant de 36 à 88 ha.

## Culture locale et patrimoine

### Lieux et monuments
- Maisons des XVe et XVIe siècles à colombages
- Halle du XIIIe siècle
- Pigeonniers
- Église Saint-Martin.